# Лощинівська сільська рада
Лощи́нівська сільська́ ра́да — колишня адміністративно-територіальна одиниця та орган місцевого самоврядування в Ізмаїльському районі Одеської області. Адміністративний центр — село Лощинівка.

## Загальні відомості
Лощинівська сільська рада утворена в 1945 році.
- Територія ради: 52,5 км²
- Населення ради: 1 350 осіб (станом на 2001 рік)
- Територією ради протікає річка Гегеуця

## Населені пункти
Сільській раді підпорядковані населені пункти:
- с. Лощинівка

## Населення
Згідно з переписом 1989 року населення сільської ради становило 1355 осіб, з яких 654 чоловіки та 701 жінка.
За переписом населення 2001 року в сільській раді мешкали 1344 особи.

### Мова
Розподіл населення за рідною мовою за даними перепису 2001 року:
| Мова       | Відсоток |
| ---------- | -------- |
| болгарська | 61,56 %  |
| російська  | 26,96 %  |
| українська | 6 %      |
| молдовська | 3,26 %   |
| циганська  | 0,52 %   |
| гагаузька  | 0,37 %   |
| білоруська | 0,07 %   |

## Склад ради
Рада складалася з 16 депутатів та голови.
- Голова ради:
- Секретар ради: Мінчева Валентина Іванівна

### Керівний склад попередніх скликань
| Прізвище, ім'я, по батькові | Основні відомості                                                                     | Дата обрання | Дата звільнення |
| --------------------------- | ------------------------------------------------------------------------------------- | ------------ | --------------- |
| Кіосєв Олександр Іванович   | Сільський голова, 1957 року народження, член Всеукраїнського об'єднання «Батьківщина» | 26.03.2006   | 31.10.2010      |

Примітка: таблиця складена за даними сайту Верховної Ради України

### Депутати
За результатами місцевих виборів 2010 року депутатами ради стали:

#### За суб'єктами висування
| Суб'єкт висування | Кількість обраних депутатів | %  |
| ----------------- | --------------------------- | -- |
| Самовисування     | 12                          | 75 |
| Народна партія    | 4                           | 25 |

#### За округами
| № округу       | Прізвище, ім'я, по батькові      | Дата визнання обраним | Освіта  | Партійна приналежність | Відомості про обраного депутата            |
| -------------- | -------------------------------- | --------------------- | ------- | ---------------------- | ------------------------------------------ |
| Народна Партія |                                  |                       |         |                        |                                            |
| 9              | Далакова Римма Валентинівна      | 04.11.2010            | середня | позапартійна           | дитячий садок «Колосок», вихователь        |
| 11             | Карашель Анатолій Степанович     | 04.11.2010            | середня | позапартійний          | ПП «Карашель», директор                    |
| 12             | Марінов Ігор Іванович            | 04.11.2010            | вища    | позапартійний          | КФХ «Марінов-син», тракторист              |
| 14             | Тіхнєв Євгеній Іванович          | 04.11.2010            | вища    | позапартійний          | ТОВ"Агропрайм-холдінг", головний енергетик |
| Самовисування  |                                  |                       |         |                        |                                            |
| 1              | Волков Вячеслав Іванович         | 04.11.2010            | середня | позапартійний          | В/Ч А2372, прапорщик                       |
| 2              | Калюжний Олександр Федорович     | 04.11.2010            | середня | позапартійний          | тимчасово не працює                        |
| 3              | Ткаченко Станіслав Вікторович    | 04.11.2010            | середня | член Партії регіонів   | тимчасово не працює                        |
| 4              | Мінчева Валентина Іванівна       | 04.11.2010            | середня | позапартійна           | Лощинівська сільська рада, секретар        |
| 5              | Кукулєску Олександр Анатолійович | 04.11.2010            | середня | позапартійний          | тимчасово не працює                        |
| 6              | Цонкова Олена Дмитрівна          | 04.11.2010            | вища    | позапартійна           | ООО «Агроресурси», економіст               |
| 7              | Бурлакова Марія Михайлівна       | 04.11.2010            | середня | позапартійна           | пенсіонер                                  |
| 8              | Мерлич Вікторія Степанівна       | 04.11.2010            | середня | позапартійна           | тимчасово не працює                        |
| 10             | Бейліс Вікторія Дмитрівна        | 04.11.2010            | середня | член Партії регіонів   | тимчасово не працює                        |
| 13             | Кіосева Тетяна Андріївна         | 04.11.2010            | середня | позапартійна           | сільська бібліотека, бібліотекар           |
| 15             | Костєв Володимир Матвійович      | 04.11.2010            | середня | позапартійний          | КП «Джерело», директор                     |
| 16             | Паскалова Марина Степанівна      | 04.11.2010            | вища    | позапартійна           | тимчасово не працює                        |